# Mandat al Ligii Națiunilor

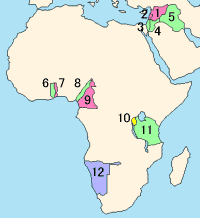
Mandate ale Ligii Națiunilor în Orientul Mijlociu și Africa:
1, Siria
2. Liban
3. Palestina
4. Transiodania
5. Mesopotamia,
6. Togolandul Britanic,
7. Togoland Francez,
8. Camerunul Britanic,
9. Cameronul Francez,
10. Ruanda-Urundi,
11. Tanganyika
12. Africa de Sud-Vest

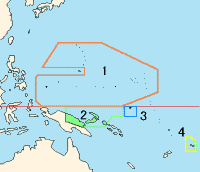
Mandatele din Pacific
1. Mandatul Pacificului de Sud,
2. Teritoriul Noii Guinee,
3. Nauru,
4. Samoa de Vest

Mandatul Ligii Națiunilor a fost un statut legal pentru anumite teritorii al căror control a fost transferat de o țară la alta la sfârșitul Primului Război Mondial, sau instrumente legale care conțineau acorduri internaționale cu privire la termenii administrației unor teritorii în numele Ligii Națiunilor. Aceste mandate aveau prevederi care aminteau de tratatele și articolele constituționale care tratau problemele dreptului minorităților și asigurau deptul la petiționare și la reglementarea conflictelor de către Curtea Internațională de Justiție
. Sistemul mandatelor a fost stabilit prin „articolul 22” al Convenției Ligii Națiunilor intrat în vigoare pe 28 iunir 1919. În condițiile în care Liga Națiunilor a dispărut practic în timpul celui de-al doilea Război Mondial, cei trei mari au stabilit în timpul Conferinței de la Ialta ca mandatele care mai existau să fie plasate sub tutela Națiunilor Unite, subiecte ale discuțiilor viitoare și ale înțelegerilor oficiale. mandatele exitente ale Ligii Națiunilor (cu excepția Africii de Sud-Vest) au fost transformtate în Teritorii sub tutela ONU. 

## Context general
Câteva dintre teritoriile care au fost trecute sub mandatul Ligii Națiunilor au fost controlate până în momentul acestui transfer de state înfrânte în Primul Război Mondial, în principal Imperiul German și Imperiul Otoman. Mandatele au avut un statut fundamental diferit de cel al protectoratelor, puterile mandatare asumându-și obligații clare față de locuitorii teritoriilor cu pricina și față de Liga Națiunilor. 
Procesul înființării mandatului a presupus două faze: 
1. înlăturarea oficială a suveranității statului care controlase respectiva regiune asupra viitorului teritoriu sub mandat și
2. transferul puterilor mandatare către statele individuale alese din rândul Puterilor Aliate.

### Tratatele
Teritoriile de peste mări ale Imperiului German și trei regiuni desprinse din teritoriul național european (Orașul Liber Danzig, Teritoriul Memel și regiunea Saar) au fost prevăzute în Tratatul de la Versailles din 1919 și au fost repartizate puterilor învingătoare pe 7 mai 1919. Teritoriile otomane au fost repartizate pentru prima oară în conformitate cu prevederile Tratatului de la Sèvres din 1920, iar repartiția a fost finalizată după semnarea Tratatului de la Laussane din 1923. Puterile Aliate și-au împărțit teritoriile otomane în conformitate cu înțelegerile semnate la Conferința de la Sanremo din 1920.

### Prevederi secrete și obiecțiuni
Tratatele de pace au jucat un rol important în stabilirea unor precedente în dreptul internațional care sunt valabile și astăzi. Numeroase reguli care guvernează relațiile dintre state au fost introduse și codificate pentru prima oară în cadrul tratatelor de pace care au pus capăt primei conflagrații mondiale. Primele 26 de articole ale Tratatului de la Versailles (28 iunie 1919 conțineau de fapt Convenția Ligii Națiunilor. Acesta prevedea mecanismul internațional pentru impunerea termenilor tratatului. Articolul 22 stabilea sistemul Mandatelor pentru administrarea fostelor colonii șî teritorii dependente. 

#### Legalitatea acordării mandatului asupra teritoriilor
Articolul 22 a fost definitivat cu două luni mai înainte ca tratatul de pace să fie semnat de toate părțile interesate, mai înainte ca termenii „comunități”, „popoare” sau „teritorii” să fie puși în legătură cu paragrafele 4, 5 și 6. Tratatul de pace a fost semnat și conferința de pace și negocierile au încetat mai înainte ca o decizie oficială în domeniul teritoriilor dependente să fie luată. Mandatele au fost niște aranjamente internaționale garantate de, sau decurgând din tratatul general, care stipula că aceste mandate trebuie exercitate în numele Ligii. 
Tratatul de pace nu conținea niciun fel de prevedere cu privire la alocarea mandatelor de către un grup de patru membri ai Ligii Națiunilor, care aveau să acționeze în numele așa-numitelor „Principale Puteri Puteri Aliate și Asociate”. Deciziile luate la conferința „Consiliului celor patru” nu s-a făcut pe baza consultării Adunării generale a Ligii Națiunilor, așa cum era stipulat în Convenție. Ca urmare, au existat opinii conform cărora deciziile celor patru nu au niciun fundament legal.
Într-o depoziție în fața Comitetului senatorial pentru relații externe, un oficial al Departamentului de Stat al SUA, care a fost membru al delegației americane la Conferința de Pace de la Paris, a declarat că Anglia și Franța au ignorat interesele celorlalți și au împărțit lumea după bunul plac. El a subliniat că Liga Națiunilor nu a putut face nimic pentru ca să le schimbe aranjamentele, deoarece Liga nu putea acționa decât prin consensul unanim al membrilor ei, inclusiv al Angliei și Franței.. Anglia și Franța au reușit pe de-o parte să acapareze teritorii care au aparținut Imperiului German și Imperiului Otoman prin sistemul mandatelor Ligii, iar pe de altă parte au putut să revendice reparații de război, fără ca suma acestora să fie diminuată de ocuparea fostelor colonii sau teritorii ale inamicilor lor. 
Articolul 243 al Tratatului de Pace a cerut Comisiei reparațiilor de război ca regiunile Saar și Alsacia și Lorena să fie fie considerate ca parte a reparațiilor de război pe care să le plătească Germania.

#### Legalitatea prevederilor
Congresul SUA era împuternicit, în conformitate cu prevederile constituției americane, să modifice sau să definească Legea Națiunilor în cazul în care termenii acesteia erau vagi sau nu existau. Senatul SUA a refuzat să ratifice Convenția Ligii Națiunilor. Impunerea cu forța a voinței puterilor învingătoare și blocarea dreptului la autodeterminare prin sistemul mandatelor au fost principalele motive invocate de senatori pentru neacordarea votului lor. Ca urmare, guvernul american a trecut la semnarea de tratate individuale pentru asigurarea drepturilor cetățenilor săi, pentru apărarea drepturilor de proprietate și a intereselor de afaceri în teritoriile sub mandat și pentru ca să împiedice puterile mandatare să modifice termenii mandatelor fără aprobarea SUA.
Statele Unite ale Americii au protestat în mod oficial față de preambulul mandatelor, în care se preciza că aceste acte au fost aprobate de principalii Aliați și Puteri Asociate, în condițiile în care acest lucru nu corespundea realității. 
Monitoru Oficial al Ligii Națiunilor pe luna iunie 1922 conține o declarație a lordului Balfour în care explică faptul că autoritatea Ligii a fost puternic limitată. În articol se afirma că „Mandatele nu au fost creația Ligii și ele nu au putut fi modificate în esență de ligă. Îndatoririle Ligii au fost limitate la observarea faptului ca termenii specifici și detaliați ai mandatului să fie în concordanță deciziile luate de Aliați și de Puterile Asociate și a faptului că, în ducerea la îndeplinire a acestor mandate, puterile mandatare să fie supervizate – nu controlate – de Ligă”.

## Tipuri de mandate
Nivelul controlului exercitat de puterea mandatară a fost decis în mod individual de către Liga Națiunilor. Ca o prevedere general valabilă, puterile mandatare nu au avut dreptul să construiască fortificații sau să recruteze militari pentru forțele lor armate pe teritoriul mandatului și au avut obligația să prezinte un raport anual cu privire administrarea teritoriului în fața Ligii Națiunilor. 
În ciuda unor asemenea prevederi, teritoriile sub mandat au fost considerate în epocă colonii „de facto” ale națiunilor victorioase. 
Mandatele au fost împărțite în trei categorii distincte pe baza nivelului de dezvoltare al fiecărui teritoriu. 

### Mandate de clasa A
Prima categorie, „Mandatele de clasa A” a fost formată de comunitățile controlate în trecut de Imperiul Otoman. 
Mandatele de clasa A au fost: 
- Mesopotamia (Regatul Unit), 10 august 1920–3 octombrie 1932, care avea să devină regatul independent al Irakului
- Palestina (Regatul Unit), 25 aprilie 1920 (efectiv de pe 29 septembrie 1923) –15 mai 1948. În aprilie l 1921, 'Transirdania' a fost devenit o regiune autonomă a mandatului (prin aplicarea principiului Uti possidetis)[15][16]. Transiordania avea să devină regatul independent al Iordaniei în martie 1946. În urma încetării mandatului în ceea ce rămăsese din teritoriul Palestinei, în cea mai mare parte a teritoriului a fost proclamat statul Israel. Alte regiuni au făcut parte până în 1967 din Iordania (Cisiordania), Egipt (Fâșia Gaza) și Siria (fâșii de terenen la est și sud de Marea Galileii).
- Siria și Liban (Franța), 29 septembrie 1923–1 ianuarie 1944; Hatay (un fost sankjak otoman) s-a desprins din mandat și a devenit protectorat francez, după care a fost cedat Turciei. După terminarea mandatului francez, au apărut două state independente, Libanul și Siria.

### Mandate de clasa B
Al doilea grup, sau „Mandatele de clasa B”, au fost fostele Schutzgebiete (teritorii germane) din Africa subsahariană. Puterea mandatară nu avea voie să construiască baze navale sau terestre pe teritoriile mandatelor. 
Mandatele de clasa B au fost:
- Ruanda-Urundi (Belgia), care fuseseră două protectorate germane separate, unite într-un singur mandat de 20 iulie 1922. În perioada 1 martie 1926–30 iunie 1960 teritoriul mandatului a fost într-o uniune administrativă cu colonia Congo Belgian. După 13 decembrie 1946, Ruanda-Burundi a devenit Teritoriu sub tutele ONU, pentru ca pe 1 iulie 1962 să apară două state independente separate – Rwanda și Burundi.
- Tanganyika (Regatul Unit), 20 iulie 1922 – 11 decembrier 1946, a devenit Teritoriu sub tutele ONU. De pe 1 mai 1961 a devenit teritoriu autonom, iar pe 9 decembrie 1961a obținut independența ca dominion, iar pe 9 decembrie 1962 ca republică. În 1964 a intrat într-o federație cu Zanzibar. Noua republică a fost redenumită Tanzania.

Alte două teritorii germane au fost împărțite în câte două mandate fiecare, în conformitate cu regiunile de ocupație militară din timpul războiului. 
- Kamerun a fost împărțit pe 2o iulie 1922 în Camerunul Britanic și Camerunul Francez. Pe 13 decembrie 1946, cele două teritorii au trecut sub tutela ONU.
- Fosta colonie germană Togoland a fost împărțită în Togolandul Britanic (care și-a proclamat independența în 1957 ca Ghana) și Togolandul Francez (care și-a proclamat independența în 1960 ca Republica Togoleză). Pe 13 decembrie 1946, cele două mandate au fost transferate sub tutela ONU.

### Mandate de clasa C
Ultimul grup a fost reprezentat de „Mandate de clasa C”, care a inclus Africa de Sud-Vest și anumite insule din Pacificul de Sud. 
Mandatele de clasa C au fost fostele posesiuni germane:
- Noua Guinee Germană a devenit Teritoriul Noii Guinee (Australia/Regatul Unit) din 17 decembrie 1920. Din 8 decembrie 1946, a devenit teritoriul sub tutela ONU. În 1975 a devenit parte a noului stat independent Papua Noua Guinee.
- Nauru, care fusese parte a coloniei germane Noua Guinee a trecut sub tutela Australiei, Regatului Unit și Noii Zeelande din 17 decembrie 1920. A devenit teritoriu sub tutela ONU pe 1 noiembrie 1947. Pe 31 ianuarie 1968, Nauru și-a proclamat independența.
- Samoa Germană (Noua Zeelandă/Regatul Unit) a primit pe 17 decembrie 1920 statut de Mandat al Ligii Națiunilor și a fost redenumită Samoa de Vest (pentru a putea fi deosebită de Samoa Americană). Din 25 ianuarie 1947 până la obținerea independenței pe 1 ianuarie 1962 a fost teritoriu sub tutela ONU.
- Insulele Pacificului de Sud (Imperiul Japonez)
- Africa de Sud-Vest (Africa de Sud/Regatul Unit)

## Regulile stabilirii mandatelor
Consiliul Ligii Națiunilor a stabilit în august 1920 ca proiectele mandatelor adoptate de Aliați și Puterile Asociate nu vor căpăta forma definitivă până când nu sunt analizate și aprobate de Ligă. De asemenea, titlul legal deținut de puterea mandatară trebuia să aibă unul dublu: unul conferit de principalele puteri și cel de-al doilea conferit de Liga Națiunilor
Pentru înființarea unui mandat în condițiile legii internaționale, urmau să fie parcurși trei faze: 
1. Principalele puteri aliate și asociate acordau un mandat unui stat din grupul lor sau unei a treia putere.
2. Puterile principale notificau în mod oficial Consiliul Ligii Națiunilor cu privire la faptul că o Putere a fost numită mandatar pentru un anume teritoriu și
3. Consiliul Ligii Națiunilor investea puterea desemnată cu autoritatea mandatului și îi transmitea termenii acestuia în conformitate cu prevederile Convenției[17][18]

## Istoria postbelică
După fondarea ONU în 1945, Liga Națiunilor a încetat să mai existe din punct de vedere oficial. Toate teritoriile care rămăseseră sub controlul puterilor mandatare au devenit teritorii sub tutela ONU. În fiecare caz, puterea colonială care fusese putere mandatară a devenit administratorul tutelei, cu excepția Japoniei, care fusese înfrântă în timpul celui de-al doilea război mondial. Teritoriile pe care le controlase Japonia ca putere mandatară au devenit „teritorii strategice sub tutelă”, administrate fiind de SUA. 
Africa de Sud a refuzat să accepte regula transformării mandatelor Ligii Națiunilor în teritorii sub tutela ONU. În loc de aceasta, Africa de Sud a cerut să i se permită anexarea Africii de Sud-Vest, propunere refuzată însă de Adunarea Generală a ONU. Curtea Internațională de Justiție a considerat că Africa de Sud este în continuare investită ca putere mandatară pentru Africa de Sud-Vest. Acest teritoriu și-a căpătat în 1990 independența cu numele de Namibia, la sfârșitul unui lung război de gherilă împotriva regimului de apartheid. 
Aproape toate fostele mandate ale Ligii Națiunilor au devenit mandate până în anul 1990, inclusiv fostele teritorii sub tutela ONU, (cu excepția unor insule ale fostului mandat japonez al Pacificului de Sud). Aceste excepții includ insulele Marianele de Nord, aflate în uniune politică cu SUA, cu statu de „teritoriu neincorporat”. Marianele de Nord își aleg propriul guvernator, care este șeful guvernului local. șeful statului este Președintele SUA. 
Restul insulelor Microneziei și Insulele Marshall, parte a fostului mandat japonez, au obținut independență pe 22 decembrie 1990. (Consiliul de Securitate al SUA au ratificat încetarea statutului de teritoriu sub tutelă pe 10 iulie 1987). Republica Palau, desprinsă din Statele Federate ale Microneziei, a fost ultimul stat care și-a câștigat independența pe 1 octombrie 1994.